# Ludvík Seyvalter
 Ludvík Seyvalter (10. července 1857, Brandýs nad Labem – 26. prosince 1917, Brandýs nad Labem) byl katolickým duchovním, angažoval se v sociálních a zdravotních projektech.

## Aktivity ve zdravotní oblasti
Seyvalterova matka přišla na konci života o zrak, a to jej natrvalo ovlivnilo. V roce 1882 byl vysvěcen na kněze. V roce 1908 založil ústav pro nevidomé dívky na Kampě v Praze. Tento ústav byl druhý svého druhu v Praze. Prvním byl Ústav pro vychování a léčení chudých slepých dětí a na oči chorých na Hradčanech, založený v roce 1808, přičemž tato instituce byla spravována Boromejkami. Seyvalterův ústav naopak spravovaly františkánky. Založením tohoto charitativního a zdravotního podniku se Seyvalter výrazně zapsal do povědomí veřejnosti. Vzhledem ke své sociální aktivitě se zapojoval i do dobových ideologických diskusí, když hlavní spor vedl se sociálními demokraty.

## Ideologické zápasy
Po vydání sociálních encyklik papežem Lvem XIII. v 90. letech 19. století se římskokatolická církev mnohem více zaměřovala na dělnictvo a sociální otázky. Součástí celého tohoto procesu byl veřejný ideový střet mezi katolíky a sociálními demokraty, jejichž ideologickým fundamentem byl marxismus.
V roce 1897 vydal Ludvík Seyvalter publikaci „Jaká zkáza hrozí křesťanské rodině z možného vítězství nauky sociálně-demokratické: Oprávci světa“, která upozorňovala na rizika sociálnědemokratické doktríny ve vztahu k tradiční rodině. Seyvalter sociálně-demokratickou nauku označoval za „zkázu“ a upozorňoval, že sociálně-demokratická nauka je učením o volné lásce, která nedává, především ženám a dívkám do budoucna žádné záruky. Naprostá svoboda, kterou prý požaduje sociální demokracie, povede k tomu, že se budou rozpadat manželství a výchovu dětí bude muset převzít stát: „O tu povinnost tedy, která je rodičům zákonem přirozeným a zjevením božím uložena, o děti se starati, připravuje otce a matku sociální stát.“ Rozbije se tradice, pokrevní pouto, přirozený zákon, vděčnost mezi generacemi. Za největší hrozbu považoval Seyvalter to, že výchova dětí by neprobíhala v náboženském ovzduší, ale pouze pod státní dikcí. Také otázka majetková a vlastnická by byla dle Seyvaltera v sociálně-demokratickém státě zpochybněna. Rozbitím tradiční rodiny by se ztratila potřeba hromadit majetek, zajistit děti, zajistit rodiče na stáří, jelikož by se všichni spoléhali na sociální stát a nikoliv na základ, tedy rodinu.
Seyvalter patřil k té generaci kněží, která byla silně ovlivněna sociálními otázkami. V jeho celoživotní práci ve prospěch zdravotně postižených pak pokračoval jeho bratr, taktéž katolický kněz, František Seyvalter.